# 原口謙一
原口 謙一（はらぐち けんいち、1957年8月26日 - ）は、熊本県出身の日本の柔道家。階級は60kg級。身長167cm。得意技は巴投、腕挫十字固。

## 経歴
熊本市立藤園中学校、九州学院高校では山下泰裕と同期だった。大学は山下と同じく東海大学に進むと、1976年の全日本新人体重別軽量級で優勝を飾った。1979年には全日本学生柔道選手権大会60kg級で優勝すると、選抜体重別でも国士舘大学教員の森脇保彦を破って優勝するが、世界選手権代表には選出されなかった。1980年には大学を卒業して栃木体育館所属となった。1981年には今市高校教員となり、日本国際柔道大会で優勝すると、1982年にはフランス国際でも優勝を飾った。その後、東海大学工業高校教員となるが、嘉納杯では決勝で奈良工業高校教員の細川伸二に敗れた。1983年には新たに東海大学第一高校教員になると、選抜体重別では細川を破って世界選手権代表に選出された。世界選手権では準決勝でハンガリーのブイコー・タマーシュに終盤引き込みの注意で敗れるも、3位決定戦ではキューバのラファエル・ロドリゲスに優勢勝ちして3位となった。1984年にはアジア選手権で優勝するも、選抜体重別では細川に敗れてロサンゼルスオリンピック代表には選出されなかった。

## 主な戦績
- 1976年 - 全日本新人体重別　優勝
- 1979年 - 講道館杯 3位
- 1979年 - 全日本学生柔道選手権大会　優勝
- 1979年 - 選抜体重別　優勝
- 1980年 - 講道館杯　3位
- 1980年 - 選抜体重別　3位
- 1981年 - 講道館杯　3位
- 1981年 - 選抜体重別　3位
- 1981年 - 日本国際柔道大会　優勝
- 1982年 - フランス国際　優勝
- 1982年 - 選抜体重別　2位
- 1982年 - 嘉納杯　2位
- 1983年 - 講道館杯　3位
- 1983年 - 選抜体重別　優勝
- 1983年 - 世界選手権　3位
- 1984年 - アジア選手権　優勝
- 1984年 - 選抜体重別　2位
- 1984年 - オーストリア国際　2位